# Livinʼ on a Prayer
«Livin’ on a Prayer» (укр. Живемо молитвами) — пісня американської рок-гурту Bon Jovi з альбому 1986 року Slippery When Wet. Наприкінці жовтня вийшла як другий сингл з цього альбому і стала другою піснею гурту, котра очолила американську гарячу сотню.

## Історія
До моменту роботи над цією піснею група Bon Jovi уже видала два альбоми й 1984 року навіть досягла 39-го місця у США з піснею «Runaway», але за межами свого рідного Нью-Джерсі (де вони були великими зірками) була маловідома.
До написання пісень для нового альбому Дерек Шулман з Polygram Records (лейблу, з котрим вони підписали контракт), залучив Дезмонда Чайлда — оскільки Шулман вважав, що ключем до успіху колективу будуть потужні приспіви, а Дезмонд Чайлд був майстром приспівів.
У найперший день, як Чайлд, Джон Бон Джові і Річі Самбора сіли разом писати пісні, ними був написаний майбутній хіт номер 1 у США «You Give Love a Bad Name». «Livin’ on a Prayer» вийшов через декілька тижнів. Дезмонд Чайлд в інтерв'ю згадував: «Це було магічною співпрацею, іскра між нами пробігла одразу ж».

## Текст пісні і композиція
Сайт Songfacts так описує цю пісню: «Пісня розказує історію про Томмі і Джини, молодих хлопця і дівчину, котрі намагаються налагодити своє спільне життя, попри постійні втрати та іспити. Пісня сподобалась американській молоді, особливо тим, хто з Нью-Джерсі. Фанати групи з робітничого класу, для котрих колектив і грав, асоціювали себе з персонажами пісні. Томмі працює у порту, а Джина у закусочній.»

## Реліз і прийняття публіки
«Livin’ on a Prayer» був другим синглом з альбому Slippery When Wet. З першим синглом з цього альбому група — «You Give Love a Bad Name» — вперше у своїй історії посіла 1-ше місце у США (у чарті Billboard Hot 100). «Livin’ on a Prayer» повторив цей успіх, став другим хітом номер 1 в США у історії групи Bon Jovi.